# Bluehost
Bluehost是Endurance International Group旗下的一家網頁寄存服務公司。它是全球20家最大的網頁寄存服務公司之一，总共托管了200多万个域名。该公司在美國犹他州奥勒姆的一个4600平方米的设施内运营其服务器。Bluehost在犹他州的设施内有750多名员工。
Bluehost提供各种主机解决方案，包括共享主机、WordPress主机、虚拟专用服务器、专有服务器和WooCommerce主机以及专业营销服务。Bluehost的服务器采用PHP、HTTP/2和Nginx缓存。